# Estimulación electro acústica
Se denomina estimulación electro acústica (EAS) a la utilización conjunta de un audífono y de un implante coclear en el mismo oído. El audífono amplifica acústicamente las bajas frecuencias, mientras el implante coclear estimula eléctricamente las medias y altas frecuencias. El oído interno procesa los estímulos acústicos y eléctricos simultáneamente.
Resultados de estudios internacionales han mostrado un efecto altamente sinérgico entre las tecnologías del audífono y del implante coclear, particularmente evidente en la comprensión del habla en ambientes con ruido de fondo, discriminación tonal y apreciación musical.

## Introducción
La estimulación eléctrica del sistema auditivo vía implante coclear es una técnica utilizada habitualmente en individuos con una pérdida auditiva neurosensorial de severa a profunda y también para aquellos adultos y niños con restos de audición residual.
Las personas que sufren una pérdida auditiva de leve a moderada normalmente pueden beneficiarse del uso del audífono. Esta estimulación acústica prueba ser particularmente efectiva en las frecuencias graves, aunque una hipoacusia severa (>70 dB) a partir de 1 kHz puede estar más allá del rango de amplificación posible vía estimulación acústica.
El concepto de estimulación electroacústica simultánea combinada (EAS) con el objeto de mejorar la audición, fue descrito por primera vez por C. von Ilberg y K. Kiefer, de la Clínica Universitaria de Frankfurt, Alemania, en 1999. Este mismo año fue implantado el primer paciente EAS.

## Indicaciones
Existe un cierto grupo de pacientes que tienen algún grado de audición residual en las bajas frecuencias y una pérdida severa en las altas frecuencias. Este grupo no se puede beneficiar de la amplificación tradicional debido a la severidad de la pérdida auditiva en las altas frecuencias. Sufren de una comprensión del habla inadecuada, incluso en las mejores condiciones de ayuda. Ni tampoco son los clásicos candidatos a implante coclear debido a que la mayor parte de la audición residual de las bajas frecuencias está intacta.
Las indicaciones para EAS están basadas en las siguientes consideraciones:
1. Audiometría Tonal
2. Resultados en los test de Inteligibilidad del Habla
3. Criterios de selección adicionales Additional selection criteria

### Audiometría tonal
< 1.5 kHz – Pérdida auditiva moderada o nula
> 1.5 kHz – Pérdida auditiva neurosensorial de severa a profunda

### Resultados en los test de inteligibilidad del habla
La discriminación de monosílabos del paciente debería ser = 60% a 65dB SPL en la mejor condición de ayuda.

### Criterios de selección adicionales
Las contraindicaciones son:
- Pérdida auditiva progresiva
- Enfermedad autoinmune
- Hipoacusia como consecuencia de meningitis, otosclerosis u osificación coclear
- Malformación u obstrucción de la cóclea Malformation or obstruction of the cochlea
- Air-bone gap > 15dB HL
- Contraindicaciones en el oído externo para la utilización de dispositivos de amplificación External ear contra-indications to using amplification devices

## Cirugía de preservación auditiva
La clave es el empleo de una técnica quirúrgica especial para la preservación de la audición residual del paciente. En la mayoría de las cirugías rutinarias de implante coclear, es probable que se destruya cualquier resto de audición residual.
Factores importantes para la preservación de la audición residual son:
- Electrodos suaves atraumáticos especiales Special atraumatic soft electrodes
- El menor traumatismo acústico posible producido por el fresado de la cocleostomía
- El menor traumatismo mecánico posible producido por el fresado y la inserción del electrodo
- Evitar reacciones inflamatorias y fibróticas (contaminación con sangre, polvo de hueso, bacteria del oído medio, etc.)
- Utilización de medicamentos que ayuden a la preservación de la audición.

Existen dos métodos utilizados habitualmente para la inserción del electrodo en la cóclea:
- Inserción desde la ventana redonda
- Inserción desde la cocleostomía

Más recientemente, la inserción desde la ventana redonda ha encontrado una amplia aceptación porque se considera la menos traumática. Se han alcanzado los mejores resultados con profundidades de inserción de electrodo de 18 mm, que corresponde a la posición aproximada, en una cóclea de tamaño normal, donde se procesan los 1000 Hz. Como resultado, las frecuencias inferiores a 1000 HZ se estimulan acústicamente, y las superiores a los1000 Hz se estimulan eléctricamente.
Para aquellas personas que estén interesadas en obtener los últimos conocimientos necesarios para un exitoso tratamiento de los candidatos a EAS, las compañías que ofrecen productos EAS proporcionan cursos de formación quirúrgica y profesional.

## Electrodos EAS para implantes cocleares
Las investigaciones a largo plazo han demostrado que la flexibilidad mecánica de la guía de electrodos es uno de los factores clave para la preservación de la audición residual. Cuanto menor sea la fuerza empleada en la inserción de la guía de electrodos, mayor será la posibilidad de proteger las frágiles estructuras de la cóclea. Hoy en día solo se utilizan electrodos de pared lateral. Estudios con electrodos preformados (electrodos que rodean el modiolo) han probado que no son efectivos.
Estudios con diferentes longitudes de electrodos han demostrado que una profundidad de inserción de 10 mm tiene una alta posibilidad de preservar la audición residual pero, por otro lado, proporciona poco beneficio en la comprensión del habla comparándolo con la condición en la que se evalúa únicamente el audífono. Los electrodos que se pueden insertar a una profundidad entre 18 y 22 mm son una buena solución. La profundidad de inserción también depende del tamaño de la cóclea del paciente, aunque, por norma general, se puede utilizar un rango de 18-22 mm para la inserción de la mayoría de las cócleas.

## Procesador de palabra EAS

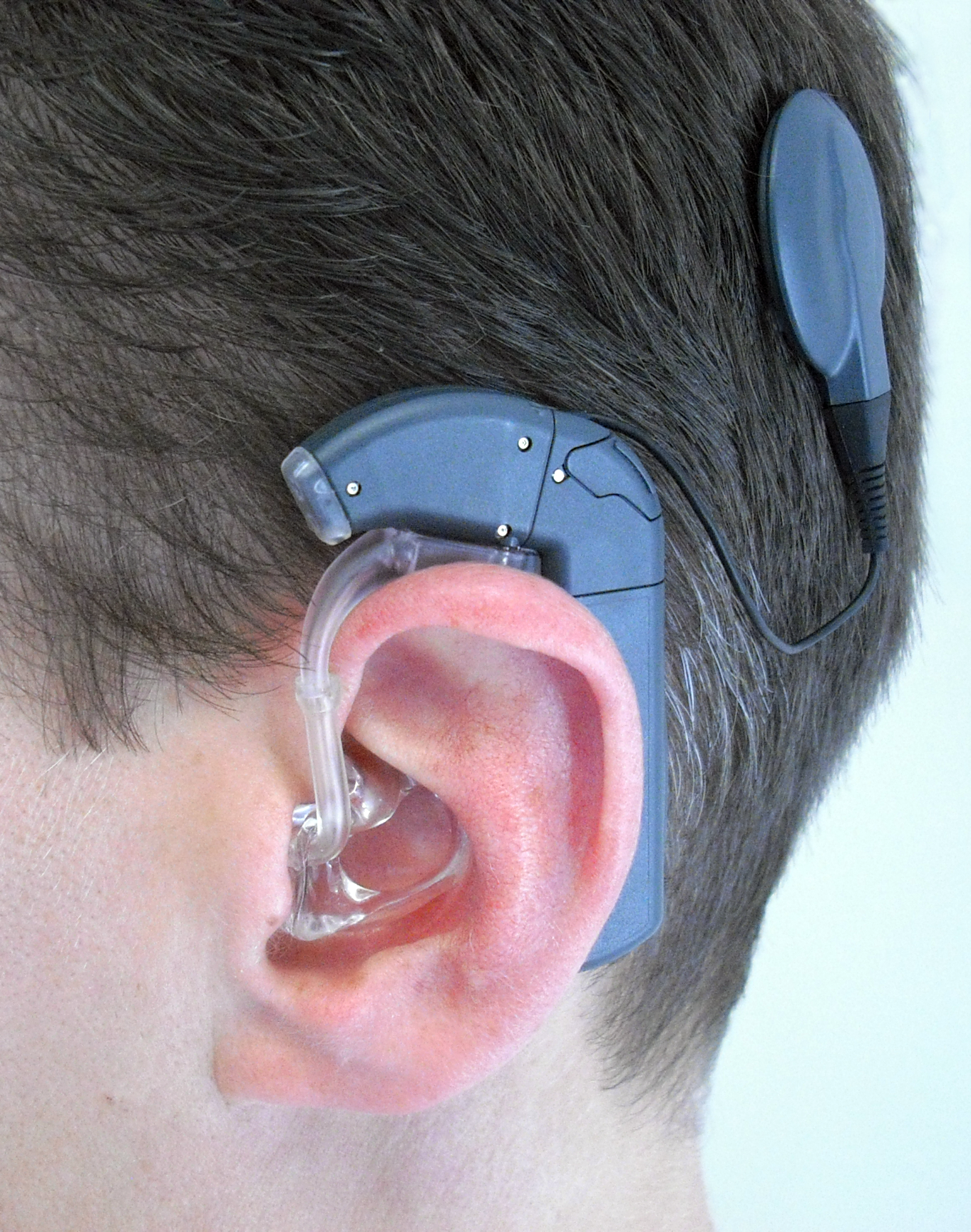
Procesador de palabra EAS.

Varios dispositivos se encuentran actualmente bajo investigación; sin embargo, actualmente solo existe un único dispositivo aprobado que combina la tecnología del implante coclear con el audífono digital. Este dispositivo utiliza un micrófono de entrada, pero dispone de dos procesadores de sonido digital independientes para un procesamiento diferenciado.
Sin embargo, el procesamiento en paralelo de estas señales, se realiza por separado y es optimizado tanto para la audición acústica (centrada en la audición de las frecuencias graves) como para la estimulación del implante coclear (focalizada en la audición de las frecuencias agudas). El audífono está integrado en el gancho de sujeción de la oreja y las señales amplificadas se remiten a la vía auditiva mediante un molde en el oído. Este molde utilizado para el componente acústico es similar al molde de los audífonos convencionales y se puede cambiar con facilidad.